# پروریل

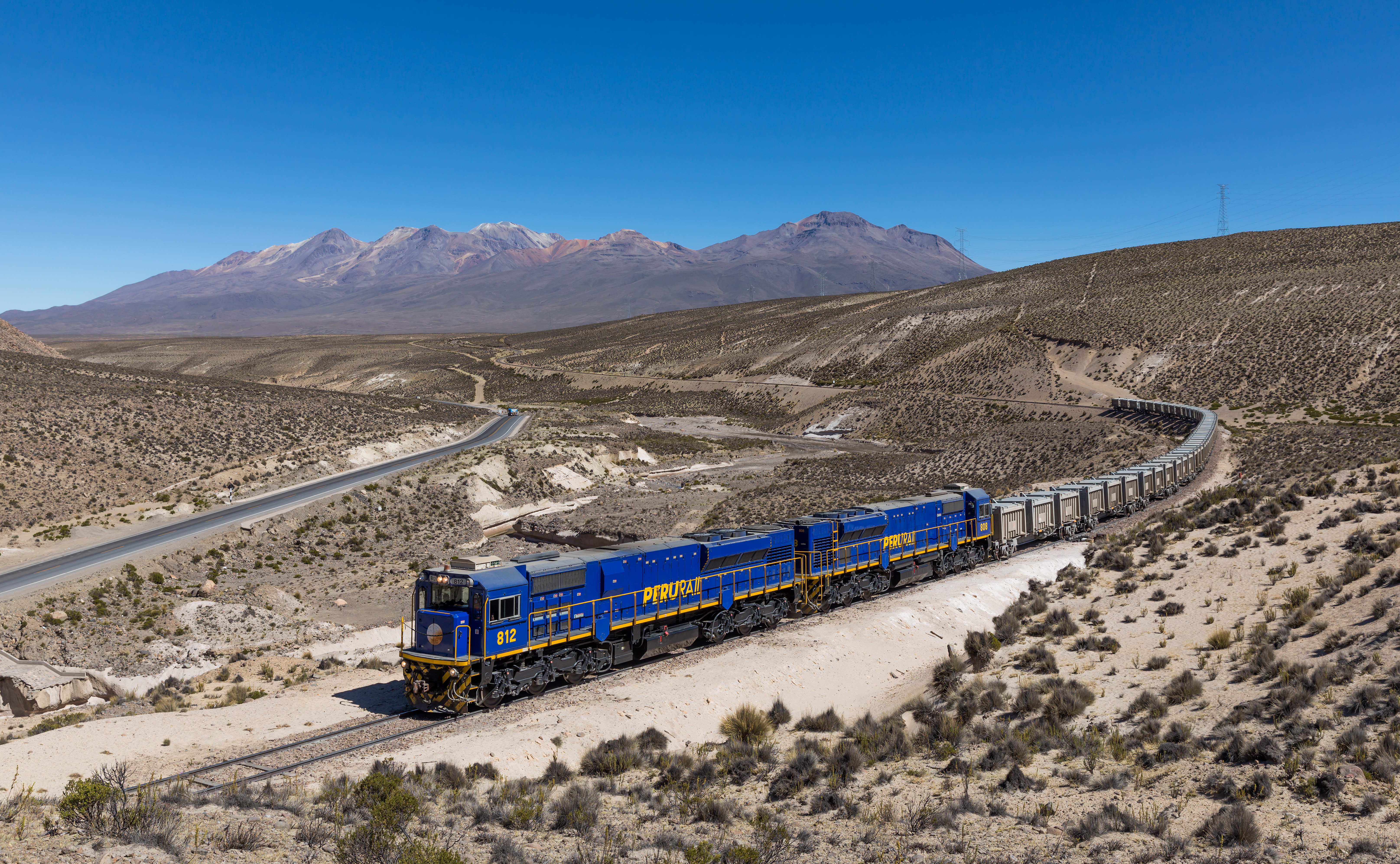
قطار باربری پروریل در حال جابجایی مواد معدنی از معدن مس شرکت‌های سوئیسی اکستراتا و گلنکور به شهر بندری ماتارانی در منطقه ارکیپای پرو.

پرو-ریل (به اسپانیایی: PeruRail) یک شبکهٔ ریلی خصوصی در جنوب کشور پرو است و به میلیاردر پرویی لورنزو سوسا دباربیری تعلق دارد.

## نگارخانه

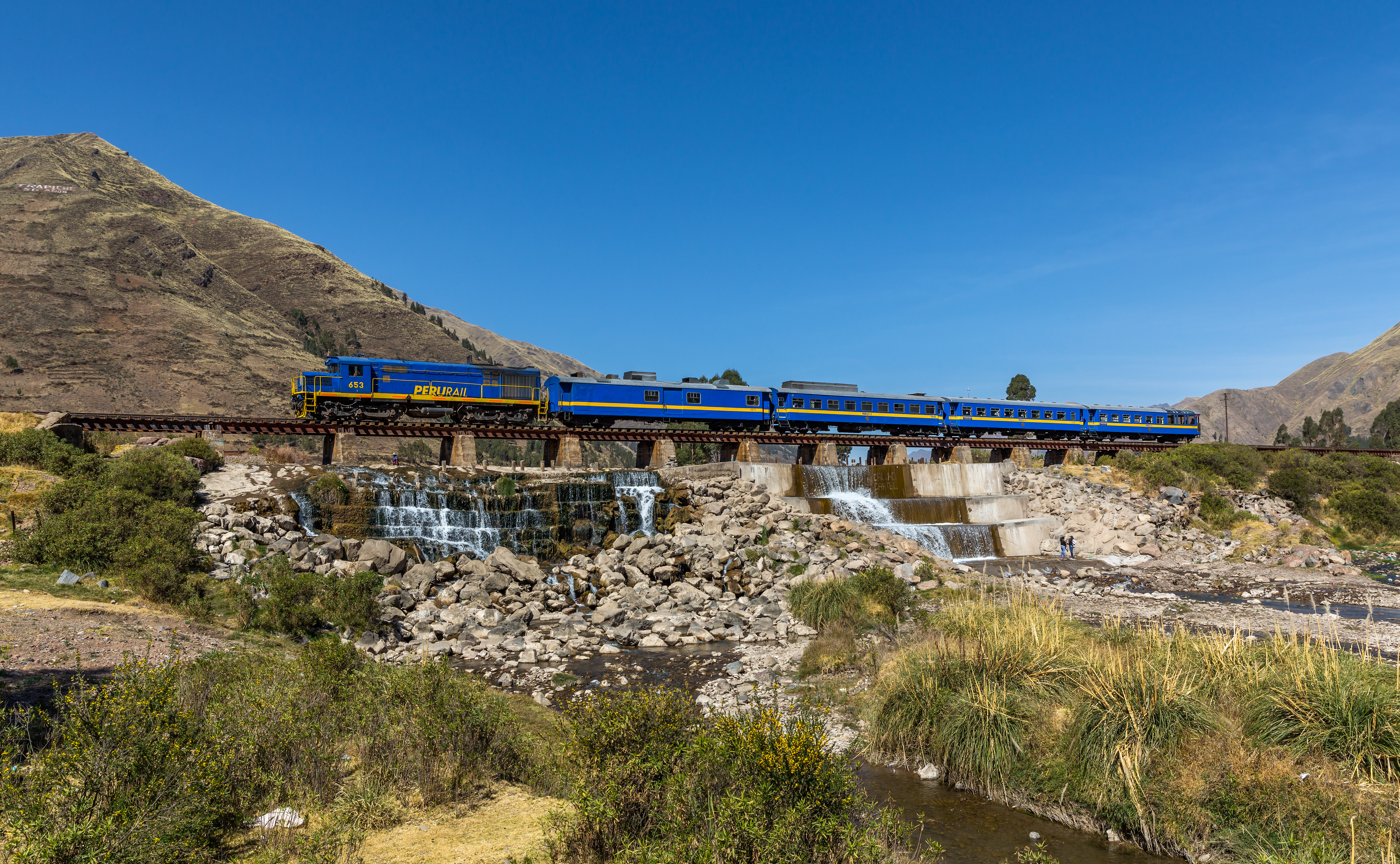
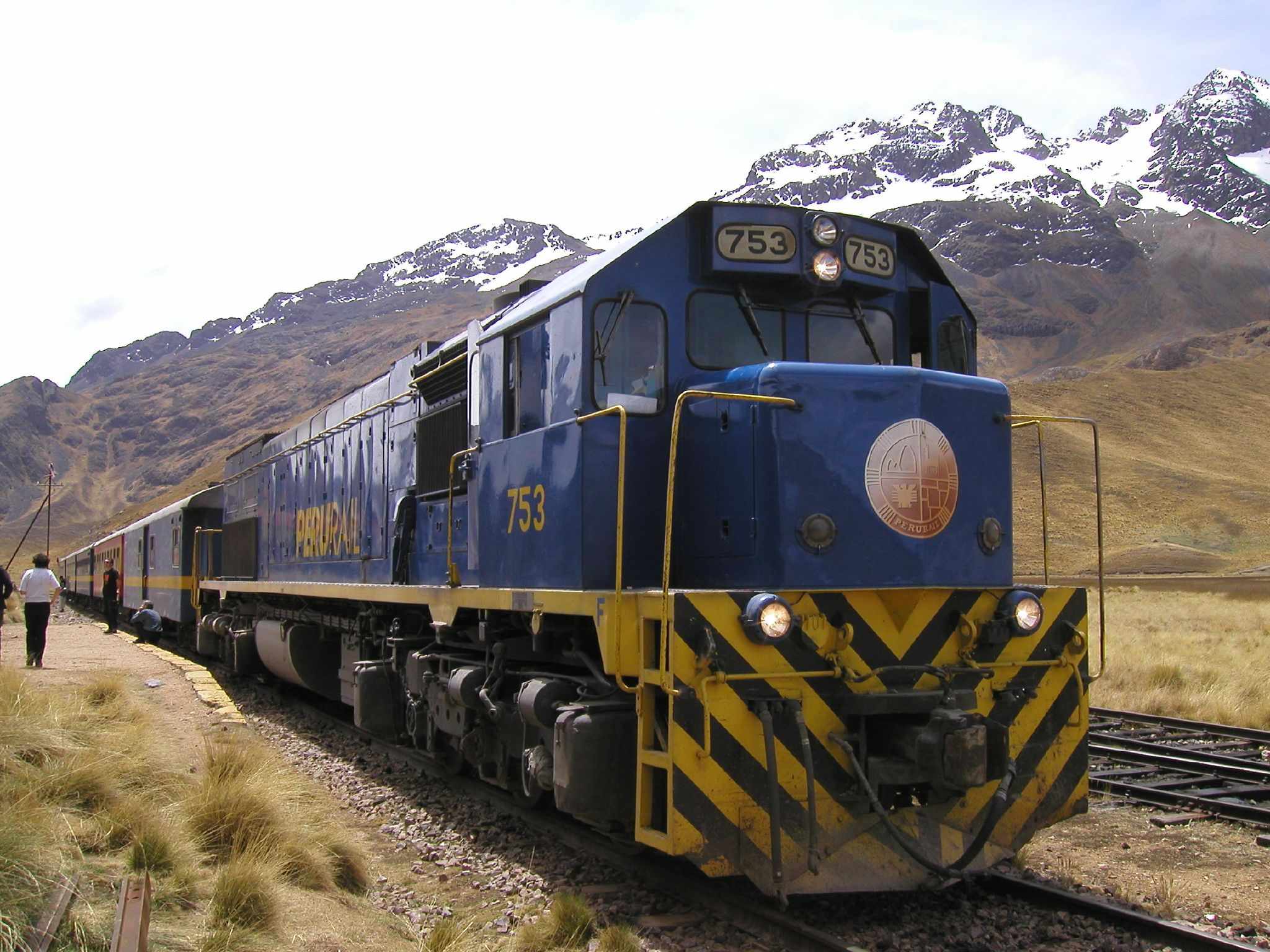
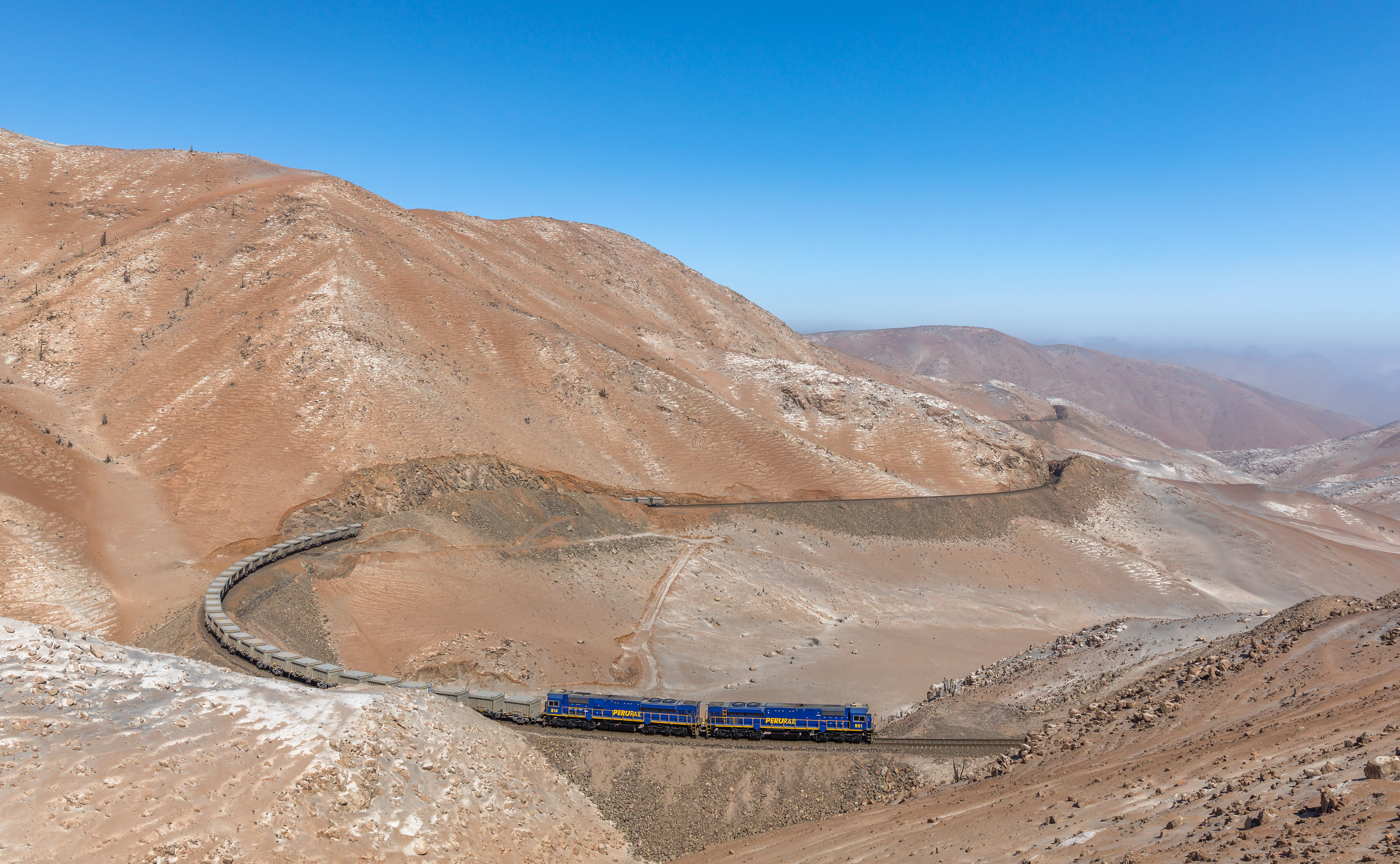